# Snowboard-Juniorenweltmeisterschaften 2025
Die 29. Snowboard-Juniorenweltmeisterschaften fanden zwischen dem 4. und 6. März 2025 in Zakopane in den Paralleldisziplinen Parallelslalom und Parallel-Riesenslalom sowie einem Mixed-Wettbewerb, sowie vom 11. bis zum 13. April 2025 im Snowboardcross im Skigebiet Isola 2000 statt.
Erstmals fanden keine Wettkämpfe in den Park&Pipe Disziplinen (Slopestyle, Big Air und Halfpipe) statt.

## Medaillenspiegel
| Platz  | Land               | Gold | Silber | Bronze | Gesamt |
| ------ | ------------------ | ---- | ------ | ------ | ------ |
| 1      | Bulgarien          | 3    | 2      | –      | 5      |
| 2      | Frankreich         | 3    | –      | 1      | 4      |
| 3      | Schweiz            | 1    | –      | 1      | 2      |
| 4      | Kanada             | 1    | –      | –      | 1      |
| 5      | Italien            | –    | 2      | 1      | 2      |
| 6      | Australien         | –    | 2      | –      | 2      |
| 7      | Vereinigte Staaten | –    | 1      | 1      | 2      |
| 7      | Tschechien         | –    | 1      | 1      | 2      |
| 9      | Deutschland        | –    | –      | 3      | 2      |
| Gesamt | Gesamt             | 8    | 8      | 8      | 24     |

## Ergebnisse Frauen

### Parallelslalom
| Platz | Land        | Sportlerin           |
| ----- | ----------- | -------------------- |
| 1     | Kanada      | Aurelie Moisan       |
| 2     | Bulgarien   | Malena Zamfirova     |
| 3     | Deutschland | Yuna Taniguchi       |
| 4     | Schweiz     | Xenia von Siebenthal |
| 5     | Deutschland | Mathilda Scheid      |
| 6     | Tschechien  | Adela Keclikova      |
| 7     | Deutschland | Hannah Gunkel        |
| 8     | Deutschland | Zoe Jansing          |

Datum: 5. März 2025 in Zakopane

### Parallel-Riesenslalom
| Platz | Land        | Sportlerin           |
| ----- | ----------- | -------------------- |
| 1     | Schweiz     | Xenia von Siebenthal |
| 2     | Bulgarien   | Malena Zamfirova     |
| 3     | Deutschland | Aurelia Buccioni     |
| 4     | Ukraine     | Eleonora Pavliuk     |
| 5     | Kanada      | Aurelie Moisan       |
| 6     | Deutschland | Yuna Taniguchi       |
| 7     | Japan       | Suzumi Maeda         |
| 8     | Deutschland | Zoe Jansing          |

Datum: 4. März 2025 in Zakopane

### Snowboardcross
| Platz | Land               | Sportlerin           |
| ----- | ------------------ | -------------------- |
| 1     | Frankreich         | Léa Casta            |
| 2     | Australien         | Maya Billingham      |
| 3     | Frankreich         | Lyse Laine           |
| 4     | Schweiz            | Noémie Wiedmer       |
| 5     | Vereinigte Staaten | Brianna Schnorrbusch |
| 6     | Australien         | Abbey Wilson         |
| 7     | Frankreich         | Fiona Caiolo Serra   |
| 8     | Frankreich         | Anaïs Jouffroy       |

Datum: 12. April 2025 in Isola 2000

## Ergebnisse Männer

### Parallelslalom
| Platz | Land                   | Sportler           |
| ----- | ---------------------- | ------------------ |
| 1     | Bulgarien              | Terwel Samfirow    |
| 2     | Italien                | Tommy Rabanser     |
| 3     | Italien                | Mike Santuari      |
| 4     | Österreich             | Lion Hammerschmidt |
| 5     | Vereinigte Staaten     | Walker Overstake   |
| 6     | Österreich             | Joachim Gravogl    |
| 7     | Vereinigtes Königreich | Samuel Carpenter   |
| 8     | Deutschland            | Benedikt Riel      |

Datum: 5. März 2025 in Zakopane

### Parallel-Riesenslalom
| Platz | Land       | Sportler         |
| ----- | ---------- | ---------------- |
| 1     | Bulgarien  | Terwel Samfirow  |
| 2     | Italien    | Tommy Rabanser   |
| 3     | Tschechien | Kryštof Minárik  |
| 4     | Italien    | Mike Santuari    |
| 5     | Bulgarien  | Petar Gregyovski |
| 5     | Österreich | Joachim Gravogl  |
| 7     | Italien    | Manuel Haller    |
| 8     | Japan      | Shin Takekawa    |

Datum: 4. März 2025 in Zakopane

### Snowboardcross
| Platz | Land               | Sportler       |
| ----- | ------------------ | -------------- |
| 1     | Frankreich         | Jonas Chollet  |
| 2     | Vereinigte Staaten | Nathan Pare    |
| 3     | Deutschland        | Julius Reichle |
| 4     | Schweiz            | Laurin Furrer  |
| 5     | Australien         | Cameron Turner |
| 6     | Niederlande        | Daan Stam      |
| 7     | Frankreich         | Achille Leleu  |
| 8     | Italien            | Octavian Buda  |

Datum: 12. April 2025 in Isola 2000

## Ergebnisse Mixed

### Parallel-Team
| Platz | Land         | Sportler/in                      |
| ----- | ------------ | -------------------------------- |
| 1     | Bulgarien 1  | Terwel Samfirow Malena Zamfirova |
| 2     | Tschechien 1 | Kryštof Minárik Adela Keclikova  |
| 3     | Schweiz 1    | Nuri Mosca Xenia von Siebenthal  |
| 4     | Canada 1     | Luis Freeman Aurelie Moisan      |

Datum: 6. März 2025 in Zakopane

### Snowboardcross Team
| Platz | Land         | Sportler                         |
| ----- | ------------ | -------------------------------- |
| 1     | Frankreich 1 | Jonas Chollet Léa Casta          |
| 2     | Australien 1 | Cameron Turner Maya Billingham   |
| 3     | USA 1        | Nathan Pare Brianna Schnorrbusch |
| 4     | Schweiz 1    | Laurin Furrer Noémie Wiedmer     |

Datum: 12. April 2025 in Isola 2000